# MTR390

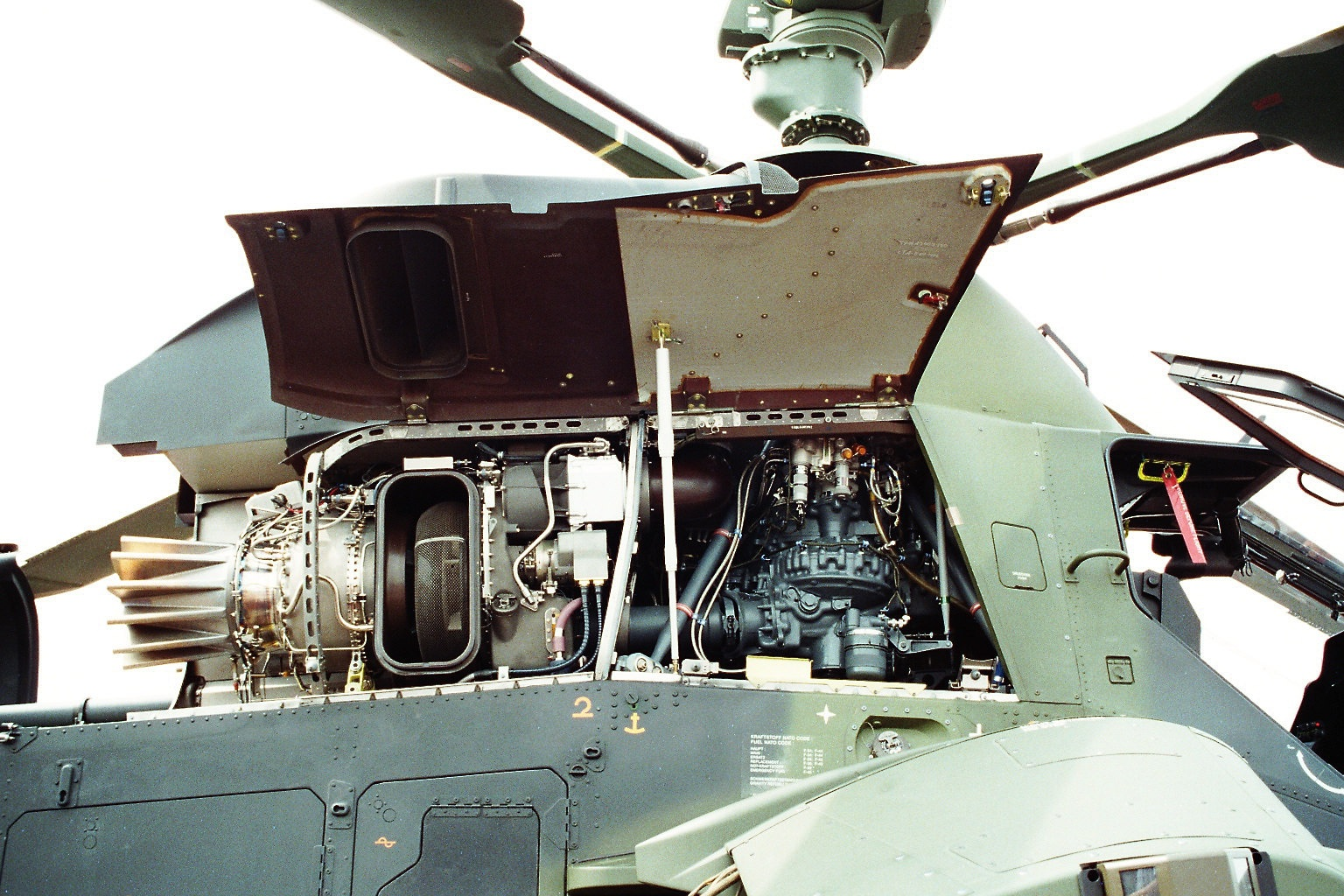
ティーガーに装備されたMTR390

MTR390 は、ドイツの航空機用エンジンメーカー、MTU・チュルボメカ・ロールス・ロイス(MTR)が重量5-7tの単発、双発ヘリコプター用に開発したターボシャフトエンジンである。
最初の試運転は1989年に始まり、最初の試験飛行は1991年である。MTR390は1996年5月に軍用として制式に認められ、1997年6月に民間用に認められた。多機種の搭載を念頭において開発されたが、搭載機は現在のところユーロコプター ティーガーだけである。
最大出力は958 kW、継続時の最大出力は873 kWだが、片発停止時などの緊急時には3段階の緊急出力を出すことが可能である。スーパー・エマージェンシー段階の20秒間で1,160 kW、30秒間で1,138 kW、継続段階の2分半で1,027 kW、中間段階の30分間で958 kWとなっている。
現在、更新版としてMTR390-E（能力拡張型）がスペインのインダストリア・デ・ターボ・プロパルゾレスと開発中である。MTR390-Eは出力が最大1,094 kW、スーパー・エマージェンシーで1,322 kW、中間段階1,000 kWとなっている。

## 要目
一般的特性
- 形式: ターボシャフト
- 全長: 42.4 in (108 cm)
- 直径: 26.8 in (68 cm)
- 乾燥重量: 372 lb (169 kg)

構成要素
- 圧縮機: 2段遠心圧縮機
- 燃焼器: アニュラー型
- タービン: 1段高圧・2段低圧タービン単結晶

性能
- 出力: 1,465 shp
- 全圧縮比（英語版）: 13:1
- 燃料消費率: 0.46 lb/shp-hr
- 出力重量比:

出典: 
- 2段遠心式圧縮機サージングの心配なし　飛行アイドル状態から2秒で最大出力
- 反転流路型燃焼室(全長を短縮できる)
- 回転数　8,320 rpm
- 電子式制御、モニタリング